# أوليغ تشيركونوف
أوليغ أناتوليفيتش تشيركونوف (بالروسية: Олег Анатольевич Чиркунов)، من مواليد 15 نوفمبر 1958، هو سياسي واقتصادي روسي شغل منصب حاكم منطقة بيرم كراي من 12 مارس 2004 إلى 28 أبريل 2012.